# Argyria xanthoguma
Argyria xanthoguma là một loài bướm đêm trong họ Crambidae.